# 콜롬비아흰얼굴카푸친
콜롬비아흰얼굴카푸친(Cebus capucinus)은 꼬리감는원숭이아과에 속하는 카푸친원숭이의 일종으로 신세계원숭이 중에서 중간 크기에 속한다. ‘콜롬비아흰머리카푸친’ 또는 ‘콜롬비아흰목카푸친’, ‘흰어깨카푸친’으로도 불린다. 파나마 최동단과 남아메리카 최북서단, 콜롬비아 서부와 에콰도르 북서부 지역에 분포한다.
콜롬비아흰얼굴카푸친는 린네가 1758년에 저술한 획기적인 저서 『자연의 체계』제10판에 처음 기술한 여러 종 중 하나였다. 카푸친원숭이와 다람쥐원숭이를 포함하는 꼬리감는원숭이과에 속한다. 콜롬비아흰얼굴카푸친는 모든 카푸친원숭이를 포함하는 가냘픈꼬리감는원숭이속(Cebus)의 모식종이다.

## 분류학
21세기까지 파나마흰얼굴카푸친은 콜롬비아흰얼굴카푸친과 동일 종으로 간주되어 아종 C. capucinus imitator로 분류되었다. 일부 영장류학자들은 파나마흰얼굴카푸친과 콜롬비아흰얼굴카푸친을 하나의 종으로 간주하고 있다. 2012년 부블리 등의 연구에 따르면 파나마흰얼굴카푸친과 콜롬비아흰얼굴카푸친은 최대 200만 년 전에 분리되었다. 파나마흰얼굴카푸친원숭이는 가장 많이 연구된 카푸친원숭이 종이지만, 2014년 현재까지 콜롬비아흰얼굴카푸친원숭이에 대한 현장 연구는 진행되지 않았다.
콜롬비아흰얼굴카푸친은 2종의 아종이 알려져 있다.
- 콜롬비아흰얼굴카푸친(C. c. capucinus) - 남아메리카 본토와 파나마
- 고르고나흰얼굴카푸친(C. c. curtus) -  태평양 고르고나섬

## 특징
우림에서 씨앗과 꽃가루를 널리 퍼트리는 역할을 하기 때문에 생태학적으로 매우 중요하다. 천적은 재규어, 오셀롯, 맹금류다.
가냘픈꼬리감는원숭이속에 속하는 다른 원숭이들처럼, 콜롬비아흰얼굴카푸친원숭이는 카푸친 작은형제회의 이름을 따서 명명되었는데, 이 수도회들의 두건이 원숭이의 머리 색깔과 매우 비슷하기 때문이다. 몸과 꼬리, 다리, 머리꼭대기는 검은색이고, 가슴과 목, 얼굴, 어깨, 팔뚝은 흰색이다. 머리와 몸길이는 33~45cm이고 꼬리 길이는 35~55cm이다. 수컷의 무게는 3~4kg인 반면, 암컷은 약 27% 더 작아서 1.5~3kg이다. 고르고나흰얼굴카푸친은 꼬리가 더 짧다.
흰얼굴카푸친은 콜롬비아와 에콰도르 북서부의 태평양과 안데스 산맥 사이의 북서쪽 끝 지역에서 발견된다.
콜롬비아흰얼굴카푸친은 IUCN의 보존 관점에서 취약종으로 지정되었고, 고르고나흰얼굴카푸친은 취약종으로 지정되었다.